# Queer Lion 2019
Il Queer Lion 2019 è la tredicesima edizione del riconoscimento collaterale che premia «il miglior film con tematiche omosessuali & Queer Culture», assegnato nel quadro delle manifestazioni della 76ª Mostra internazionale d'arte cinematografica di Venezia che ha avuto luogo dal 28 agosto all'7 settembre 2019.
Il premio è stato patrocinato dalla Presidenza del Consiglio dei ministri, tramite il dipartimento per le Pari Opportunità UNAR, Ministero dei beni e delle attività culturali e del turismo, Regione del Veneto, Città metropolitana di Venezia, Comune di Venezia e dell'Università Ca' Foscari.
Il premio è stato assegnato al film cileno El príncipe di Sebastián Muñoz, con la seguente motivazione:

## Giuria
- Brian Robinson - programmatore del London LGBT Film Festival - Presidente di giuria
- Federico Boni - Giornalista, critico cinematografico e scrittore
- Giacomo S. Pistolato - Giornalista e membro del Sindacato Nazionale Critici Cinematografici Italiani

## Film

### In gara
- Barn, regia di Dag Johan Haugerud (Norvegia, Svezia)
- Ema, regia di Pablo Larraín (Cile)
- Moffie, regia di Oliver Hermans (Sudafrica)
- Rialto, regia di Peter Mackie Burns (Irlanda)
- El príncipe, regia di Sebastian Muñoz (Cile, Argentina, Belgio)
- Psykosia, regia di Marie Grahtø (Danimarca, Finlandia)
- Bombay Rose, regia di Gitanjali Rao (India, Regno Unito, Francia)
- Lingua franca, regia di Isabel Sandoval (Stati Uniti d'America)
- House of Cardin, regia di P. David Ebersole e Todd Hughes (Stati Uniti d'America)

### Fuori concorso
- Les épouvantails, regia di Nouri Bouzi (Tunisia, Marocco, Lussemburgo)
- Donne sull'orlo di una crisi di nervi (Mujeres al borde de un ataque de nervios) di Pedro Almodóvar (Spagna)
- Darling di Saim Sadiq (Pakistan, Stati Uniti d'America)
- Le Coup des larmes, regia di Clémence Poésy (Francia)
- GUO4 di Peter Strickland (Ungheria)
- Victor Victoria di Blake Edwards (Stati Uniti d'America, Regno Unito)
- Goodbye, Dragon Inn (Bu san), regia di Tsai Ming-liang (Taiwan)
- Crash, regia di David Cronenberg (Canada)